# Heriberto Bodeant
Heriberto Andrés Bodeant Fernández (Young, Río Negro; 15 de junio de 1955) es un Obispo Católico Uruguayo que actualmente se desempeña como Obispo de la Diócesis de Canelones, habiendo sido nombrado por el Papa Francisco el 19 de marzo de 2021.
Ejerció como Titular de la Diócesis de Melo entre el 13 de junio de 2009 a 19 de marzo de 2021.

## Biografía
Bodeant nació en Young, donde cursó la escuela y el liceo. Estudió magisterio y profesorado en Paysandú. Trabajó en la enseñanza pública desde 1975 hasta 1979 en su ciudad natal.
En 1980 ingresó al seminario interdiocesano "Cristo Rey" del Uruguay, en Montevideo. Estudió filosofía y teología en el Instituto Teológico del Uruguay y obtuvo el bachillerato en teología. Fue ordenado sacerdote el 27 de septiembre de 1986 en la parroquia Sagrado Corazón de Jesús en Young, por el obispo coadjutor de Salto Carlos Alberto Nicolini. 
Fue vicario parroquial en Nuestra Señora del Pilar de Fray Bentos entre 1986 y 1988. En 1988, nombrado asesor diocesano de Pastoral Juvenil, residió en Paysandú en la Parroquia San José Obrero. Entre 1990 y 1992 estudió en la Facultad de Teología del Instituto Católico de Lyon, Francia, donde obtuvo la licenciatura en teología. De regreso en Uruguay ejerció la docencia en el Instituto Teológico del Uruguay y en la sede Paysandú de la Universidad Católica. En 1993 fue nombrado párroco de Sagrado Corazón de Jesús en Paysandú. 
El 28 de junio de 2003 fue nombrado obispo auxiliar de la Diócesis de Salto. Fue ordenado Obispo en la Catedral de Salto el 27 de septiembre de ese año, por el Obispo de Salto, Daniel Gil Zorrilla siendo coordinantes el Obispo emérito de Salto, Marcelo Mendiharat, y el presidente de la Conferencia Episcopal del Uruguay, Carlos Collazzi, Obispo de Mercedes.

El 13 de junio de 2009, el Papa Benedicto XVI lo nombra obispo de la Diócesis de Melo, para sustituir al renunciante Luis del Castillo Estrada. Asumió la conducción pastoral de la diócesis el 18 de julio de ese año.
El 1 de agosto de 2009, poco después de su llegada a la diócesis, inauguró la Fazenda de la Esperanza Quo Vadis, en la localidad de Cerro Chato, centro para recuperación de adictos. El 22 de agosto de 2015 inauguró la Fazenda de la Esperanza femenina Betania, en la ciudad de Melo.
El 19 de marzo de 2021, el Papa Francisco lo nombró Obispo de la de la Diócesis de Canelones en sustitución de Alberto Sanguinetti Montero, en funciones durante 11 años.
En la Conferencia Episcopal del Uruguay (CEU) ha sido por dos períodos (2004-2009) presidente de la Comisión Nacional de Pastoral Juvenil y del Departamento de Vocaciones y Ministerios. Fue Secretario General y Coordinador nacional de la Pastoral de Conjunto de la Conferencia (2010-2015). Como Secretario General participó en la XXXIII Asamblea General del CELAM, primera realizada en Montevideo, en mayo de 2011. 
En el CELAM fue presidente del Departamento de Comunicación y Prensa 2015-2019. En la CEU Fue presidente del Departamento de Educación Católica 2016-2019. Actualmente (desde 2016) ocupa nuevamente la presidencia de la Comisión Nacional de Pastoral Juvenil y desde 2019 es de nuevo Coordinador nacional de la Pastoral de Conjunto.